# 吴仰东
吴仰东（1963年1月—），男，甘肃庄浪人，汉族，中国共产党党员。中华人民共和国政治人物、第十三届全国人民代表大会甘肃省代表。曾任白银市长、甘肃省地税局局长、中共酒泉市委书记等职务。

## 生平
生于甘肃省庄浪县水洛镇，1979年进入中央财政金融学院就读，主修财政专业。1983年8月毕业后分配至甘肃省财政厅，先后担任该厅预算处科员、副主任科员、预算处副处长、处长、副厅长等职务，期间亦兼任甘肃省注册会计师协会会长。2008年4月调任中共白银市委副书记、市长，2011年9月调离白银市，转任甘肃省地税局局长。
2018年1月，吴仰东再度外放地方，出任中共酒泉市委书记，同年2月，他当选为第十三届全国人民代表大会代表，代表甘肃省选区，任期5年。2021年7月，吴仰东不再担任酒泉市委书记，随即于2022年转任甘肃省人大财政经济委员会主任委员。